# Битка код Малог Иђоша
Битка код Малог Иђоша се одиграла за вријеме мађарске револуције 1848–1849. код мјеста Мали Иђош у Војводини.
Дио аустријске Јужне армије (7.000 људи) под командом генерала Јосипа Јелачића је поражен од мађарских револуционарних снага (30.000 људи, 100 топова) под командом генерала Антала Ветера. 

## Битка
Идући на сјевер из подручја Каћа у тежњи да се споје са својим главним снагама, претходница Аустријанаца са Јелачићем улази 14. јула пред зору у Мали Иђош. Ту је изненадно нападнута од Мађара. Нешто касније, у свануће, Мађари отварају артиљеријску ватру уз истовремени јуриш шест хусарских ескадрона. Личним напорима Јелачића пометња Аустријанаца је уклоњена, успостављен је ред и затим извршен напад на мађарске положаје. 
Нешто касније Аустријанцима долазе вијести да додатне мађарске снаге долазе од Сомбора с намјером да их опколе. Јелачић доноси одлуку да се повуче према Каћу у току ноћи 14/15. јула.

## Губици
- Аустријанци - око 1000
- Мађари - непознато